# Хенриксен, Кристиан
Кристиан «Свартен» Хенриксен (норв. Kristian "Svarten" Henriksen; 3 марта 1911, Ши, Акерсхус — 8 февраля 2004, Аскер, Акерсхус) — норвежский футболист, бронзовый призёр летних Олимпийских игр 1936 года. Играл на позиции полузащитника и нападающего. Позднее был футбольным тренером.

## Биография
Хенриксен выступал за клубы «Гленг», «Сарпсборг», «Фригг» и «Люн». За сборную Норвегии провёл 28 игр, также сыграл два матча за вторую сборную Норвегии. В составе сборной Норвегии в 1936 году стал бронзовым призёром Олимпийских игр, а также в 1938 году играл на чемпионате мира.
21 октября 1945 года Хенриксен участвовал в матче против команды Швеции, в котором Норвегия разгромно проиграла со счётом 10:0. После девятого гола Хенриксен заявил «Теперь мы были бы согласны на ничью», констатировав огромный регресс в развитии норвежского футбола, а эта фраза стала крылатой в норвежской футбольной культуре.
Позднее Хенриксен руководил клубом «Волеренга» дважды, а в 1959 году некоторое время возглавлял норвежскую сборную. Вместе с Фредриком Хорном является автором книги «Бронзовая команда: Золотой век в норвежском футболе» (норв. Bronselaget: En gullalder i norsk fotball), изданной в 1946 году.
Хенриксен умер в 2004 году и был последним живущим на тот момент членом норвежской сборной, завоевавшей бронзовые награды на Берлинской Олимпиаде 1936 года.

## Статистика

### Матчи Хенриксена за сборную Норвегии
| Матчи Хенриксена за сборную Норвегии | Матчи Хенриксена за сборную Норвегии | Матчи Хенриксена за сборную Норвегии | Матчи Хенриксена за сборную Норвегии | Матчи Хенриксена за сборную Норвегии | Матчи Хенриксена за сборную Норвегии |
| ------------------------------------ | ------------------------------------ | ------------------------------------ | ------------------------------------ | ------------------------------------ | ------------------------------------ |
| №                                    | Дата                                 | Соперник                             | Счёт                                 | Голы Хенриксена                      | Соревнование                         |
| 1                                    | 2 сентября 1934                      | Финляндия                            | 4:2                                  | —                                    | Чемпионат Северной Европы 1933—1936  |
| 2                                    | 31 мая 1935                          | Венгрия (люб.)                       | 2:0                                  | —                                    | Товарищеский матч                    |
| 3                                    | 23 июня 1935                         | Дания                                | 0:1                                  | —                                    | Чемпионат Северной Европы 1933—1936  |
| 4                                    | 27 июня 1935                         | Германия                             | 1:1                                  | —                                    | Товарищеский матч                    |
| 5                                    | 8 сентября 1935                      | Финляндия                            | 5:1                                  | —                                    | Чемпионат Северной Европы 1933—1936  |
| 6                                    | 22 сентября 1935                     | Швеция                               | 0:2                                  | —                                    | Чемпионат Северной Европы 1933—1936  |
| 7                                    | 3 ноября 1935                        | Швейцария                            | 0:2                                  | —                                    | Товарищеский матч                    |
| 8                                    | 18 июня 1936                         | Швейцария                            | 1:2                                  | —                                    | Товарищеский матч                    |
| 9                                    | 5 июля 1936                          | Швеция                               | 0:2                                  | —                                    | Чемпионат Северной Европы 1933—1936  |
| 10                                   | 5 сентября 1937                      | Финляндия                            | 2:0                                  | —                                    | Чемпионат Северной Европы 1937—1947  |
| 11                                   | 7 ноября 1937                        | Ирландия                             | 3:3                                  | —                                    | Чемпионат мира 1938 (отбор)          |
| 12                                   | 31 мая 1938                          | Эстония                              | 1:0                                  | —                                    | Товарищеский матч                    |
| 13                                   | 5 июня 1938                          | Италия                               | 1:2                                  | —                                    | Чемпионат мира 1938                  |
| 14                                   | 17 июня 1938                         | Финляндия                            | 9:0                                  | —                                    | Чемпионат Северной Европы 1937—1947  |
| 15                                   | 4 сентября 1938                      | Швеция                               | 2:1                                  | —                                    | Товарищеский матч                    |
| 16                                   | 18 сентября 1938                     | Дания                                | 1:1                                  | —                                    | Чемпионат Северной Европы 1937—1947  |
| 17                                   | 2 октября 1938                       | Швеция                               | 3:2                                  | —                                    | Чемпионат Северной Европы 1937—1947  |
| 18                                   | 23 октября 1938                      | Польша                               | 2:2                                  | —                                    | Товарищеский матч                    |
| 19                                   | 9 ноября 1938                        | Англия                               | 0:4                                  | —                                    | Товарищеский матч                    |
| 20                                   | 14 июня 1939                         | Швеция                               | 1:0                                  | —                                    | Товарищеский матч                    |
| 21                                   | 18 июня 1939                         | Дания                                | 3:6                                  | —                                    | Товарищеский матч                    |
| 22                                   | 22 июня 1939                         | Германия                             | 0:4                                  | —                                    | Товарищеский матч                    |
| 23                                   | 17 сентября 1939                     | Швеция                               | 2:3                                  | —                                    | Чемпионат Северной Европы 1937—1947  |
| 24                                   | 22 октября 1939                      | Дания                                | 1:4                                  | —                                    | Чемпионат Северной Европы 1937—1947  |
| 25                                   | 26 августа 1945                      | Дания                                | 2:4                                  | —                                    | Товарищеский матч                    |
| 26                                   | 9 сентября 1945                      | Дания                                | 1:5                                  | —                                    | Товарищеский матч                    |
| 27                                   | 21 октября 1945                      | Швеция                               | 0:10                                 | —                                    | Товарищеский матч                    |
| 28                                   | 15 сентября 1946                     | Швеция                               | 0:3                                  | —                                    | Товарищеский матч                    |

Итого: 28 матчей / 0 голов; 9 побед, 4 ничьи, 15 поражений.